# Bran Nue Dae
Bran Nue Dae fue un musical ambientado en Broome, Australia Occidental que contó historias relacionadas con los aborígenes australianos. Fue escrito por Jimmy Chi, junto con sus amigos y su grupo musical, Kuckles.
El musical ganó los Premios de artes interpretativas de Sidney Myer en 1990. En 1991 el guion y la música publicados ganaron el Premio Especial en los Premios Literarios de Western Australian Premier. Un documental llamado Bran Nue Dae cuenta la historia de la creación del musical.
El musical ha sido adaptado al formato de película, estrenada en 2010 con el mismo título y dirigida por Rachel Perkins. Contó con las actuaciones protagónicas de Ernie Dingo, Geoffrey Rush, Jessica Mauboy, Missy Higgins, Deborah Mailman y Dan Sultan.